# Kōhei Kameyama
Kōhei Kameyama (亀山 耕平?, Kameyama Kōhei; 28 dicembre 1988) è un ginnasta giapponese.

## Palmarès

### Mondiali
- 2 medaglie:
  - 1 oro (Anversa 2013 nel cavallo con maniglie)
  - 1 argento (Nanning 2014 a squadre)